# Tetramesa szelenyii
Tetramesa szelenyii is een vliesvleugelig insect uit de familie Eurytomidae. De wetenschappelijke naam is voor het eerst geldig gepubliceerd in 1974 door Graham.